# Bezbożnicy
Bezbożnicy (ang. Godless) – amerykański miniserial, wyprodukowany przez Casey Silver Productions, 765 oraz Flitcraft, Ltd. według pomysłu Scotta Franka i Stevena Soderbergha. Wszystkie siedem odcinków serialu zostało udostępnionych 22 listopada 2017 roku na platformie Netflix.

## Fabuła
Utrzymany w konwencji westernu serial opowiada o Franku Griffinie i jego gangu, którzy szukają swojego byłego członka Roya Goode'a. Mężczyzna zdradził ich, a teraz ukrywa się w miasteczku La Belle w Nowym Meksyku. Tam poznaje wdowę Alice Fletcher, z którą wspólnie broni La Belle przed gangiem Franka.

## Obsada

### Obsada główna
- Jack O’Connell jako Roy Goode[2]
- Michelle Dockery jako Alice Fletcher[3]
- Scoot McNairy jako Bill McNue[4]
- Merritt Wever jako Mary Agnes McNue[5]
- Thomas Brodie-Sangster jako Whitey Winn[5]
- Tantoo Cardinal jako Iyovi
- Kim Coates jako Ed Logan[4]
- Sam Waterston jako Marshal John Cook[4]
- Jeff Daniels jako Frank Griffin[5]

### Obsada drugoplanowa
- Jeremy Bobb jako A.T. Grigg[5]
- Samantha Soule jako Charlotte Temple[6]
- Rob Morgan jako John Randall[7]
- Audrey Moore jako Sarah Doyle
- Christiane Seidel jako Martha[4]
- Randy Oglesby jako Asa Leopold
- Justin Welborn jako Floyd Wilson[4]
- Christopher Fitzgerald jako J.J. Valentine
- Whitney Able jako Anna McNue[6]
- Erik LaRay Harvey jako Elias Hobbs
- Jessica Sula jako Louise Hobbs
- Julian Grey jako William McNue
- Ali Agirnas jako Nicholas Gustafson
- Tess Frazer jako Callie Dunne
- Samuel Marty jako Truckee, syn Alice

## Odcinki
| Liczba odcinków | Oryginalna emisja Netflix | Emisja w Polsce Netflix Polska | Emisja w Polsce Netflix Polska |
| Liczba odcinków | Premiera                  | Premiera                       |                                |
| --------------- | ------------------------- | ------------------------------ | ------------------------------ |
| 7               | 22 listopada 2017         | 22 listopada 2017              |                                |

| Nr | Tytuł                     | Reżyseria   | Scenariusz  | Premiera w Netflix | Premiera w Netflix Polska |
| -- | ------------------------- | ----------- | ----------- | ------------------ | ------------------------- |
| 1  | An Incident at Creede     | Scott Frank | Scott Frank | 22 listopada 2017  | 22 listopada 2017         |
| 2  | The Ladies of La Belle    | Scott Frank | Scott Frank | 22 listopada 2017  | 22 listopada 2017         |
| 3  | Wisdom of the Horse       | Scott Frank | Scott Frank | 22 listopada 2017  | 22 listopada 2017         |
| 4  | Fathers & Sons            | Scott Frank | Scott Frank | 22 listopada 2017  | 22 listopada 2017         |
| 5  | Shot the Head off a Snake | Scott Frank | Scott Frank | 22 listopada 2017  | 22 listopada 2017         |
| 6  | Dear Roy...               | Scott Frank | Scott Frank | 22 listopada 2017  | 22 listopada 2017         |
| 7  | Homecoming                | Scott Frank | Scott Frank | 22 listopada 2017  | 22 listopada 2017         |

## Produkcja
2 marca 2016 roku Netflix zamówił produkcję serialu
W maju tego roku ogłoszono, że główną rolę zagra Jack O’Connell. W kolejnym miesiącu ogłoszono, że do obsady dołączyli: Merritt Wever jako Mary Agnes McNue, Thomas Brodie-Sangster jako Whitey Win, Jeff Daniels jako Frank Griffin, Jeremy Bobb jako A.T. Grigg, Samantha Soule jako Charlotte Temple Whitney Able jako Anna McNue oraz Rob Morgan jako John Randall. Pod koniec lipca 2016 roku poinformowano, że Michelle Dockery zagra w serialu. Na początku września 2016 roku ogłoszono, że do obsady dołączyli:Kim Coates jako Ed Logan, Sam Waterston jako Marshal John Cook, Scoot McNairy jako Bill McNue, Christiane Seidel jako Martha oraz Justin Welborn jako Floyd Wilson.

## Nagrody

### Emmy
2018
- Emmy – Najlepsza aktorka drugoplanowa w serialu limitowanym lub filmie telewizyjnym  Merritt Wever
- Emmy – Najlepszy aktor drugoplanowy w serialu limitowanym lub filmie telewizyjnym  Jeff Daniels
- Emmy – Najlepszy muzyczny motyw przewodni Carlos Rafael Rivera[16]